# مردم مالتی
مردم مالتی (مالتی: Maltin) قومیت بومی و ساکن کشور مالت هستند که به زبان مالتی، یک زبان سامی سخن می‌گویند و دارای فرهنگ و تاریخ مالتی یکسان هستند. مالت، کشوری جزیره‌ای در دریای مدیترانه است که یک مجمع‌الجزایر شامل جزیره‌ای به همین نام، جزیره غودش (مالتی: Għawdex) و جزیره کمینو (مالتی: Kemmuna) است؛ مردم غودش (مالتی: Għawdxin) به عنوان زیرگروهی از مالتی‌ها به‌شمار می‌روند.

## تاریخ
مردم کنونی مالت، که با به‌کار بردن زبان مالتی و آیین کلیسای کاتولیک شناخته می‌شوند، بازماندگان مهاجران از سیسیل و کالابریا هستند که در سرآغاز هزارهٔ دوم و پس از سپری شدن دو سده کاهش جمعیت به دنبال حملهٔ افریقیه‌ای به دست اغلبیان در ۸۷۰ میلادی، ساکن جزیره شدند. تحقیقات ژنتیکی نشان می‌دهد مالت در آغاز سدهٔ دهم به سختی مسکونی بود و احتمالاً ساکنان عربی سیسیلی‌زبان از سیسیل و کالابریا آن را مسکونی کردند. از آنجایی که اکثر جای نام‌ها از بین رفتند و جایگزین شدند، ساکنان پیشین جزیره، فنیقی‌ها، رومی‌ها و بیزانسی‌ها، اثری باقی نذاشتند. نورمن‌ها در سال ۱۰۹۱ جزیره را فتح کردند و تا سال ۱۲۴۹ آن را کاملاً باری دیگر مسیحی‌سازی کردند. این مسیحی‌سازی، شرایط لازم برای تکامل زبان مالتی از گویش منقرض‌شدهٔ عربی سیسیلی را به وجود آورد.

## زبان

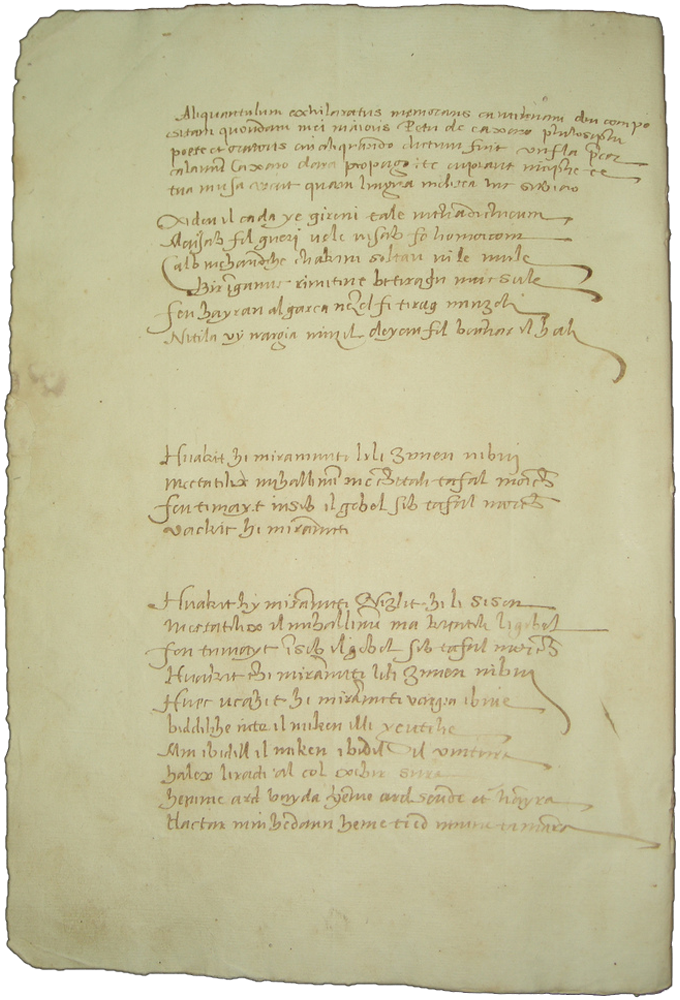
ایل-کانتیلنا نوشته پیترو کاخارو، کهن‌ترین متن به زبان مالتی، سدهٔ پانزدهم

مردم مالتی به زبان مالتی سخن می‌گویند، که یک زبان بومی ترکیبی منحصر به فرد اساساً سامی است اما دارای رولایهٔ رومی (ایتالیایی) است و در حالت معیار به الفبای لاتین نوشته می‌شود. این زبان بازماندهٔ زبان عربی سیسیلی، یک گویش منقرض‌شدهٔ عربی است که در سیسیل توسط مردم بومی که آن زمان از دیدگاه دینی مجزا بر مسیحیان آیین یونانی و مسلمانانی که نیاکان آنان از مسیحیت روی آورده بودند، سخن گفته می‌شد. در طول تاریخ، این زبان بخش زیادی وام‌واژه از سیسیلی و ایتالیایی و در درجهٔ کمتر از انگلیسی و فرانسوی گرفته است.
مالتی در سال ۱۹۳۴، زبان رسمی مالت شد و در کنار انگلیسی جایگزین ایتالیایی شد. حدود ۳۷۱٬۹۰۰ نفر در جزیره سخنوران این زبان هستند و آمار نشان می‌دهد ۱۰۰٪ مردم به مالتی، ۸۸٪ به انگلیسی، ۶۶٪ به ایتالیایی و ۱۷٪ به فرانسوی سخن می‌گویند. این آمار نشان‌دهندهٔ درجه بیشتری از توانایی زبانی نسبت به دیگر کشورهای اروپایی است. در واقع، چندزبانگی در مالت یک پدیدهٔ رایج است و انگلیسی و گاهی ایتالیایی در روزمرگی به کار می‌رود. در حالی که مالتی زبان ملی است، گمان می‌رود برتری زبان انگلیسی ممکن است منجر به جایگزینی زبان شود؛ با این حال یک نظرسنجی در سال ۲۰۰۵ نشان داد مالتی زبان مادری ۹۷٪ مردم در مالت است.

## دین
قانون اساسی مالت آزادی ادیان را فراهم می‌کند اما کیش کاتولیک رومی را به عنوان دین رسمی می‌شناسد. در اعمال رسولان، مالت به عنوان جایی شناخته می‌شود که پولس رسول در راه روم کشتی‌اش غرق شد. طبق گزارش خانه آزادی و کتاب حقایق جهانی، ۹۸٪ مردم مالت کاتولیک هستند که این کشور را یکی از کاتولیک‌ترین کشورهای جهان از لحاظ جمعیتی می‌کند.